# Einnahme von Paris (1815)
Frühjahrsfeldzug 1813
Lüneburg – Möckern – Halle – Großgörschen – Gersdorf – Bautzen – Reichenbach – Nettelnburg – Haynau – Halberstadt – Luckau
Herbstfeldzug 1813

Großbeeren – Katzbach – Dresden – Hagelberg – Kulm – Dennewitz – Göhrde – Altenburg – Wittenberg – Wartenburg – Liebertwolkwitz – Leipzig – Torgau – Hanau – Hochheim – Danzig
Winterfeldzug 1814

Épinal – Colombey – Brienne – La Rothière – Champaubert – Montmirail – Château-Thierry – Vauchamps – Mormant – Montereau – Bar-sur-Aube – Soissons – Craonne – Laon – Reims – Arcis-sur-Aube – Fère-Champenoise – Saint-Dizier – Claye –  Paris
Sommerfeldzug von 1815

Quatre-Bras – Ligny – Waterloo – Wavre – Paris
Nach der Niederlage der französischen Armee im Sommerfeldzug von 1815 war Napoleon nach Paris zurückgekehrt, wo er am 20. Juni 1815 ankam. Auch Nachrichten zum Ausmaß der Niederlage erreichten die Stadt sowie die Pairs. Die Deputierten forderten von Napoleon den Rücktritt. Am 22. Juni 1815 entsagte Napoleon ein weiteres Mal dem Thron zu Gunsten seines Sohnes Napoleon II. Die Deputierten lehnten die Ernennung nicht ab, bestätigten sie aber auch nicht, stattdessen wurde eine Regierungskommission bestehend aus Fouché (Vorsitzender), Carnot, Grenier und Quinette eingerichtet. Von ihnen erging der Aufruf an alle Franzosen zur Verteidigung der Stadt. Gleichzeitig war die Armee unter Marschall Grouchy bemüht, vor den Alliierten Paris zu erreichen.
Zudem wurde eine Delegation nach Hagenau zum ehemaligen König geschickt. Napoleon hatte sich derweilen auf sein Schloss Malmaison zurückgezogen, von dort aus reiste er am 29. Juni 1815 nach Rochefort.

## Aufmarsch
Bereits am 27. Juni konnte Blücher die französische Vorhut unter Drouet d’Erlon schlagen und die Oise bei Compiegne überqueren. Damit kam er der französischen Armee nur um Stunden zuvor. Jetzt wurde den Franzosen klar, dass die Preußen nicht nach Laon gehen würden, sondern die linke Flanke bedrohten. Allerdings überquerten nur das 1. und 3. Korps die Oise, das 4. Korps ging nach Verberie und Pont-Sainte-Maxence, um der französischen Armee in dem Rücken zu fallen. Das Manöver war erfolgreich, und schon am 28. Juni stieß General Zieten bei Villers-Cotterêts auf eine Kolonne mit 14 Kanonen. Die Franzosen zogen sich nach Nanteuil zurück, wo sie aber auf die Nachhut des Korps Bülow trafen. Viele französische Soldaten gingen dort in Gefangenschaft.
Grouchy ließ nun die Armee nach Meaux marschieren, wo er die Marne überschreiten konnte. Am 29. Juni erreichte die Armee unter Blücher die Festungen St. Denys und Vincennes, welche die Franzosen wieder verteidigungsbereit gemacht hatten.
Inzwischen erreichte Grouchy glücklich über Soissons die Stadt Paris und verstärkte nun die Verteidigung, wo nun 65.000 Mann zur Verteidigung bereit standen. Die provisorische Regierung hatte derweilen Marschall Davout das Oberkommando übertragen.

### Verteidigung von Paris
Davout teilte seine Armee in zwei Korps. Eines wurde bei Montmartre und auf der Linie St. Denys–Vincennes aufgestellt. Das zweite Korps unter Vandamme besetzte Montrouge auf der entgegengesetzten Seite. Davout schickte Unterhändler an Blücher und Wellington, diese waren aber nicht an Verhandlungen interessiert. Da ihre Kräfte für einen Durchbruch bei St. Denys oder einen Sturm auf den Montmartre nicht reichten, gingen sie die Seine abwärts.
Am 29. Juni erfolgte ein Kriegsrat bei Gonesse. Dort wurde beschlossen, dass die Briten die Franzosen bei den Linien von St. Denys festhalten sollten, die Preußen hingegen sollten bei St. Germain die Seine überschreiten, um die Stadt auf dem linken Seineufer einzuschließen. Das 1. und 3. preußische Korps brachen gleich auf. Nachdem das 4. Korps der britisch-niederländischen Armee vor St. Denys abgelöst worden war, folgte es über Argenteuil den Preußen.
Am 1. Juli wurden zwei preußische Husarenregimenter unter Oberstleutnant Sohr nach Versailles geschickt, um den Feind zu beobachten. Marschall Davout hatte dort aber vier Regimenter und Nationalgardisten unter dem Befehl von Rémy-Isidore Exelmans positioniert. Die preußischen Verbände wurden im Gefecht bei Rocquencourt geschlagen, und Sohr geriet schwer verletzt in Gefangenschaft. Tags darauf marschierte das 3. Korps nach Plessi Piquet, das 1. nach Meudon und das 4. Korps als Reserve nach Versailles. Das 1. Korps traf die Franzosen bei Sevres, warf sie leicht zurück und besetzte Issy. Am 3. Juli versuchten die Franzosen im Gefecht bei Issy, den strategisch wichtigen Ort zurückzuerobern, scheiterten aber. Daraufhin beschloss Davout, die Stadt zu übergeben. Er berief den Kriegsrat ein, der mit 48 gegen 2 Stimmen entschied, dass die Stadt nicht mehr zu verteidigen sei. Man schickte den Chef des Stabes, General Guilleminot, um die Kapitulation vom St. Cloud zu unterzeichnen. Das französische Heer räumte Paris und zog sich gemäß der Vereinbarung über die Loire zurück.
Am 7. Juli besetzten die Alliierten Paris, und am 9. Juli hielt Ludwig XVIII. wieder Einzug in seine Hauptstadt.